# 科莱特·桑戈尔

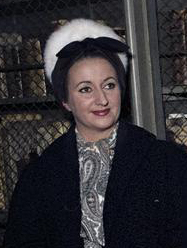

科莱特·桑戈尔（法語：Colette Senghor；娘家姓于贝尔 (Hubert)；1925年11月20日—2019年11月19）是一位出生於法國的公眾人物，1960年至1980年擔任塞內加爾第一任第一夫人，1960年塞內加爾獨立後擔任總統利奧波德·塞達爾·桑戈爾的第一夫人。

## 生平
科莱特生於法国默兹省的穆宰一個古老的諾曼貴族家庭，在桑戈尔和乍德總督费利克斯·埃布埃的女兒離婚後，一位非洲朋友將她介紹給了桑戈尔，他們於1957年結婚。1960年，桑戈爾成為塞內加爾總統，但她沒有擔任任何公開的政治職務，桑戈爾下臺後，這對夫婦經常留在諾曼第。丈夫去世后，她向韦尔松市政廳捐贈了各種丈夫的作品，從而創造了一個“桑戈尔空間”。她自2013年以來患有阿茨海默病，她於2019年11月18日去世。
根據她的願望，她被埋葬在達喀爾的布萊爾天主教公墓，與丈夫相鄰。